# Ouse (Yorkshire)
Se Ouse for andre floder med samme navn.
Ouse er en flod i North Yorkshire i England. Den løber gennem York og Selby, og derefter ud i Trent ved Faxfleet. 
Blandt bifloderne finder man Derwent, Aire, Don, Wharfe, Rother, Nidd, Swale, Ure og Foss. Den afvander et stort område, som inkluderer det meste af Yorkshire Dales og North York Moors. Dette fører til at der nogen år kommer store oversvømmelser som rammer nærliggende byer og landsbyer i den flade dal, blandt andet York og Selby. 
I midten af 1800-tallet fandt man Cawoodsværdet i floden. Sværdet menes at stamme fra 1100-tallet.